# Bernard Woźniecki
Bernard Woźniecki (ur. 11 listopada 1931 w Valenciennes, zm. 24 września 2014) – generał brygady WP.

## Młodość i wykształcenie
Syn Antoniego i Marii, do czerwca 1939 uczył się w szkole podstawowej we Francji, później wraz z matką i siostrą przyjechał do Polski na wakacje, z powodu wybuchu II wojny światowej niemożliwy stał się powrót do Francji. Jesienią 1945 wyjechał z rodziną do Trzcianki w województwie koszalińskim, gdzie do 1948 ukończył liceum ogólnokształcące, po czym wstąpił ochotniczo do Oficerskiej Szkoły Inżynieryjno-Saperskiej we Wrocławiu. 1951-1955 studiował w WAT na Fakultecie Wojsk Inżynieryjnych.

## Przebieg służby
3 IX 1950 promowany na stopień podporucznika w korpusie oficerów wojsk inżynieryjnych i mianowany dowódcą plutonu w 2. Pułku Saperów w Kazuniu. Od 1952 porucznik, od 1955 kapitan. Pracował jako wykładowca taktyki wojsk inżynieryjnych w Katedrze Inżynieryjnego Zabezpieczenia Działań Bojowych. W grudniu 1957 otrzymał tytuł magistra inżyniera budownictwa wojskowego. 1957-1960 pomocnik szefa wydziału naukowo-badawczego w Szefostwie Wojsk Inżynieryjnych MON. I-X 1960 delegowany do pracy w Międzynarodowej Komisji Nadzoru i Kontroli w Wietnamie. 1960-1983 pracował w Zarządzie II Sztabu Generalnego WP w Warszawie. Od 1961 major, od 1968 podpułkownik, od 1972 pułkownik. XII 1963 - IX 1967 oficer do zleceń w attachatach wojskowych w Kairze i Bejrucie. VI 1976 - IV 1979 attaché wojskowy, morski i lotniczy przy Ambasadzie PRL w Waszyngtonie. V 1979 - XII 1983 zastępca szefa Zarządu II Sztabu Generalnego WP. XII 1983 - XII 1990 szef Gabinetu Ministra Obrony Narodowej gen. Floriana Siwickiego. X 1986 mianowany generałem brygady; nominację wręczył mu w Belwederze przewodniczący Rady Państwa PRL gen. Wojciech Jaruzelski. 6 I 1991 został dowódcą kilkusetosobowego Polskiego Kontyngentu w Królestwie Arabii Saudyjskiej składającego się z personelu medycznego i dwóch okrętów Marynarki Wojennej; kontyngent ten uzyskał wysokie uznanie saudyjskiego i koalicyjnego dowództwa operacji "Pustynna Burza". 2 VI 1991 gen. bryg. B. Woźniecki powrócił do kraju i pozostawał w dyspozycji MON, a 16 II 1993 został zwolniony z zawodowej służby wojskowej w związku z osiągnięciem ustawowej granicy wieku i przeniesiony w stan spoczynku. Pożegnany przez ministra obrony Janusza Onyszkiewicza.

## Awanse
W trakcie wieloletniej służby w ludowym Wojsku Polskim otrzymywał awanse na kolejne stopnie wojskowe:
- podporucznik - 1950
- porucznik - 1952
- kapitan - 1955
- major - 1961
- podpułkownik - 1968
- pułkownik - 1972
- generał brygady - 1986

## Działalność naukowa
Był autorem wielu publikacji polityczno-wojskowych i artykułów naukowych zamieszczonych w prasie fachowej. Uzyskał bogaty dorobek badawczy i wydawniczy w dziedzinie sztuki operacyjnej, tłumaczył niemiecką literaturę dokumentalno-wojskowo-historyczną wydawaną przez Wydawnictwo Bellona. Znał języki obce: niemiecki, francuski, angielski i rosyjski. W ramach hobby malował w oleju krajobrazy i kwiaty.

## Odznaczenia i wyróżnienia
- Order Sztandaru Pracy II klasy (1987)
- Krzyż Oficerski Orderu Odrodzenia Polski (1980)
- Krzyż Kawalerski Orderu Odrodzenia Polski (1970)
- Złoty Krzyż Zasługi (1963)
- Medal 40-lecia Polski Ludowej
- Złoty Medal „Siły Zbrojne w Służbie Ojczyzny” (1970)
- Srebrny Medal Siły Zbrojne w Służbie Ojczyzny
- Brązowy Medal Siły Zbrojne w Służbie Ojczyzny
- Złoty Medal Za zasługi dla obronności kraju (1975)
- Srebrny Medal Za zasługi dla obronności kraju
- Brązowy Medal Za zasługi dla obronności kraju
- Złoty Medal „Za Zasługi w Umacnianiu Przyjaźni PRL-ZSRR” (1987, TPPR)[3]
- Order Czerwonej Gwiazdy (ZSRR, 1984)
- Medal Przyjaźni DRW (Wietnam, 1976)
- Medal Wyzwolenia I klasy - Tymczasowego Rządu Rewolucyjnego Republiki Wietnamu Południowego (1976)
- Medal Króla Abdul-Aziza (Arabia Saudyjska, 1991)
- Medal za Wyzwolenie Kuwejtu (Arabia Saudyjska, 1991)
- Wyróżnienie zespołowe Ministra Obrony Narodowej w dziedzinie sztuki operacyjnej (1974)[4]